# Grégory Sertic
Grégory Sertic, né le 5 août 1989 à Brétigny-sur-Orge, est un footballeur franco-croate qui évolua au poste de milieu de terrain ou de défenseur central. 
En mars 2013, il déclara avoir obtenu son passeport croate et vouloir intégrer l'équipe nationale croate grâce aux origines de son père.

## Biographie

### Girondins de Bordeaux
Il débute à l'AS Egly Football dans l'Essonne avant de s'envoler dès son plus jeune âge vers Brétigny, l'ES Viry-Châtillon, puis vers l'INF Clairefontaine. Grégory Sertic rejoint les Girondins de Bordeaux en 2005 où il évolue au poste de milieu défensif. Bien qu'évoluant principalement avec l'équipe réserve, il dispose d'un contrat élite lui permettant d'intégrer le groupe professionnel à tout moment.
Il dispute son premier match professionnel le 11 novembre 2008 à l'occasion des huitièmes de finale de la Coupe de la Ligue où il entre en cours de jeu à la place de Marouane Chamakh contre l'En avant Guingamp. Il dispute son premier match en championnat contre le Stade rennais FC le 29 avril 2009 comme titulaire côté gauche. Il réalise un match plutôt encourageant avec une victoire à la clé. Il prouve son talent lors de la journée suivante contre le FC Sochaux ou il marque un superbe but d'une frappe enroulé du gauche aux 18 mètres. Au terme de sa première saison professionnelle, il est sacré champion de France. Malheureusement la concurrence est rude lors de la saison 2009-2010 et il ne joue que des bouts de match, il gagne du temps de jeu en fin de saison après la blessure de Yoann Gourcuff.
Le 30 août 2010, il est prêté au RC Lens sans option d'achat, afin de bénéficier de plus de temps de jeu. Porteur du numéro 10, laissé vacant à la suite du départ de Dejan Milovanović, il fait ses débuts face au LOSC Lille lors d'une défaite quatre buts à un, mais il livre une prestation plutôt moyenne, et les autres matchs ne sont pas plus encourageants. Il est alors placé sur le banc de touche et voit son équipe descendre en Ligue 2.
Pour son retour en terre girondine, il prend part à vingt-deux rencontres toutes compétitions confondues.
Le 11 août 2012, lors de la première journée de Ligue 1 face à l'Évian Thonon Gaillard, Sertic réalise une solide prestation qui lui vaut la confiance de son entraîneur Francis Gillot. En effet, à la suite de l'absence de Jaroslav Plašil pour cause de blessure, l'entraîneur girondin décide de le titulariser lors du match suivant face au Stade rennais, puis au match aller de Ligue Europa face à l'Étoile rouge de Belgrade où il réalise de bonnes performances. Le 17 avril 2013, il marque un coup franc direct contre le RC Lens, permettant à l'équipe des Girondins de Bordeaux d'égaliser avant de se qualifier pour les demi-finales de la coupe de France sur le score final de trois buts à deux.

### Olympique de Marseille
Le 30 janvier 2017, l'Olympique de Marseille officialise le transfert de Grégory Sertic pour une durée de trois ans et demi et la somme d'un million et demi d'euros. Il joue son premier match quelques jours plus tard en étant titularisé lors du déplacement au FC Metz.
Il joue seulement huit matches lors de sa première saison à l'Olympique de Marseille.
Le 13 février 2019, l'Olympique de Marseille le prête six mois sans option d'achat au FC Zurich.
Non convaincant en Raiffeisen Super League, il fait son retour à l'Olympique de Marseille dès l'intersaison. 
Durant cet exercice 2019-2020, le milieu de terrain français n'a pas eu l'opportunité de s'illustrer cette saison.
Le 8 novembre 2020, il annonce la fin de sa carrière professionnelle à l'âge de 31 ans seulement. Sans contrat depuis la fin de l'aventure à l'OM en juin, il est surtout contraint par son corps. Victime d'une rupture des ligaments croisés du genou gauche en août 2015, il ne s'est jamais totalement remis de ce gros problème physique. Après avoir tenu quelques années, il ne pouvait plus assumer les efforts exigés par le haut niveau.

## Statistiques
| Saison                | Club                   | Championnat           | Championnat | Championnat | Championnat | Coupe nationale | Coupe nationale | Coupe nationale | Coupe de la Ligue | Coupe de la Ligue | Coupe de la Ligue | Compétition(s) continentale(s) | Compétition(s) continentale(s) | Compétition(s) continentale(s) | Compétition(s) continentale(s) | Total | Total | Total |
| Saison                | Club                   | Division              | M.          | B.          | P.d.        | M.              | B.              | P.d.            | M.                | B.                | P.d.              | Comp.                          | M.                             | B.                             | P.d.                           | M.    | B.    | P.d.  |
| 2008-2009             | Girondins de Bordeaux  | Ligue 1               | 6           | 1           | 0           | -               | -               | -               | 1                 | 0                 | 0                 | -                              | -                              | -                              | -                              | 7     | 1     | 0     |
| 2009-2010             | Girondins de Bordeaux  | Ligue 1               | 12          | 0           | 1           | 2               | 0               | 1               | 2                 | 0                 | 0                 | C1                             | 3                              | 0                              | 1                              | 19    | 0     | 3     |
| 2010-2011             | RC Lens (prêt)         | Ligue 1               | 23          | 0           | 2           | -               | -               | -               | 1                 | 0                 | 0                 | -                              | -                              | -                              | -                              | 24    | 0     | 2     |
| Sous-total            | Sous-total             | Sous-total            | 23          | 0           | 2           | -               | -               | -               | 1                 | 0                 | 0                 | -                              | -                              | -                              | -                              | 24    | 0     | 2     |
| 2011-2012             | Girondins de Bordeaux  | Ligue 1               | 18          | 0           | 1           | 3               | 0               | 0               | 1                 | 0                 | 0                 | -                              | -                              | -                              | -                              | 22    | 0     | 1     |
| 2012-2013             | Girondins de Bordeaux  | Ligue 1               | 26          | 0           | 2           | 6               | 1               | 1               | 1                 | 0                 | 0                 | C3                             | 11                             | 0                              | 2                              | 44    | 1     | 5     |
| 2013-2014             | Girondins de Bordeaux  | Ligue 1               | 30          | 3           | 10          | 2               | 0               | 0               | 1                 | 0                 | 0                 | C3                             | 4                              | 0                              | 1                              | 37    | 3     | 11    |
| 2014-2015             | Girondins de Bordeaux  | Ligue 1               | 27          | 1           | 1           | 1               | 0               | 0               | 2                 | 0                 | 0                 | -                              | -                              | -                              | -                              | 30    | 1     | 1     |
| 2015-2016             | Girondins de Bordeaux  | Ligue 1               | 1           | 0           | 0           | -               | -               | -               | -                 | -                 | -                 | C3                             | 2                              | 0                              | 0                              | 3     | 0     | 0     |
| 2016-2017             | Girondins de Bordeaux  | Ligue 1               | 17          | 1           | 0           | 1               | 0               | 0               | 1                 | 0                 | 0                 | -                              | -                              | -                              | -                              | 19    | 1     | 0     |
| Sous-total            | Sous-total             | Sous-total            | 137         | 6           | 15          | 15              | 1               | 2               | 9                 | 0                 | 0                 | -                              | 20                             | 0                              | 4                              | 181   | 7     | 21    |
| 2016-2017             | Olympique de Marseille | Ligue 1               | 8           | 0           | 0           | 1               | 0               | 1               | -                 | -                 | -                 | -                              | -                              | -                              | -                              | 9     | 0     | 1     |
| 2017-2018             | Olympique de Marseille | Ligue 1               | 7           | 0           | 0           | -               | -               | -               | -                 | -                 | -                 | C3                             | 4                              | 0                              | 0                              | 11    | 0     | 0     |
| 2018-2019             | Olympique de Marseille | Ligue 1               | 4           | 0           | 0           | -               | -               | -               | -                 | -                 | -                 | C3                             | 1                              | 0                              | 0                              | 5     | 0     | 0     |
| Sous-total            | Sous-total             | Sous-total            | 19          | 0           | 0           | 1               | 0               | 1               | -                 | -                 | -                 | -                              | 5                              | 0                              | 0                              | 25    | 0     | 1     |
| 2018-2019             | FC Zurich              | Super League          | 11          | 0           | 0           | 1               | 0               | 0               | -                 | -                 | -                 | -                              | -                              | -                              | -                              | 12    | 0     | 0     |
| Sous-total            | Sous-total             | Sous-total            | 11          | 0           | 0           | 1               | 0               | 1               | -                 | -                 | -                 | -                              | -                              | -                              | -                              | 12    | 0     | 1     |
| Total sur la carrière | Total sur la carrière  | Total sur la carrière | 190         | 6           | 17          | 17              | 1               | 3               | 10                | 0                 | 0                 | -                              | 25                             | 0                              | 4                              | 242   | 7     | 24    |

## Palmarès

### En club
Grégory Sertic remporte ses premiers titres professionnels avec les Girondins de Bordeaux avec qui il est Champion de France en 2009. Il remporte la Coupe de la ligue en 2009 et la Coupe de France en 2013. Il est également finaliste du Trophée des champions en 2013.

### En sélection
Il est finaliste du Tournoi de Toulon en 2009.